# Flamme Kapaya
Flamme Kapaya, né à  Kinshasa en 1977, est un guitariste, chanteur, arrangeur et compositeur de République démocratique du Congo (RDC). Longtemps accompagnateur et directeur artistique de Werrason, il a entamé ensuite une carrière solo.

## Biographie
De son vrai nom Mweni Kapaya, il est né en 1977, et a grandi à Kinshasa, au sein d’une famille ayant une tradition musicale. Son grand-père était originaire de la province de Bandundu, une région à l’ouest de la RDC, proche de Kinshasa. Adolescent,  il chante dans des groupes folkloriques ou religieux. Il apprend la guitare en autodidacte.
Malgré une formation de frigoriste, il est convaincu de sa vocation de musicien. Quand on lui parle de son style atypique parmi les guitaristes zaïrois, il affirme qu'il s'inspire de Franco (Ok Jazz), Zaïko Langa Langa et Roga-Roga (Extra musica) et qu'il joue « à la façon du Capitaine Flamme ». Il est en effet doté de ce surnom, capitaine Flamme, issu du feuilleton d’animation des années 1980,. En 1997, il entre dans le groupe Wenge Musica Maison Mère fondé par Werrason, Didier Masela et Adolphe Dominguez. Ce groupe est bien connu pour ses morceaux  de ndombolo. Le ndombolo est, selon l’historien  David Van Reybrouck, la danse la plus populaire au Congo dans les années 1990 et 2000, « une danse collective où les hommes pliaient les genoux et esquissaient des mouvements de boxe, tandis que les femmes ondulaient du bassin de façon franchement spectaculaire.  Le ndombolo était provocateur, obscène, hilarant, [..] un peu excitant ». Wenge Musica est le groupe qui fait sensation dans ces années 1990 auprès de la jeunesse de Kinshasa, et Flamme Kapaya s’y fait connaître par ses solos de guitare.
Il s’impose progressivement comme un des piliers du groupe, comme musicien, mais aussi comme arrangeur et compositeur sur de nombreux albums. Lorsque le groupe éclate,  et que Werrason et JB Mpiana se séparent, il suit Werrason. Il devient un de ses guitaristes les plus connus et, de fait, son directeur artistique, durant une petite dizaine d’années. Il affirme même être le principal parolier, arrangeur et compositeur d’un album marquant comme Kibuisa Mpimpa, même si la seule personne créditée sur cet album est Werrason.
À la suite de cette injustice, il quitte le groupe de Werrason, et parcourt, avec son frère aîné, la province de Bandundu, d’où sa famille est issue. Sur place, les habitants sont démunis et respectent des usages traditionnels, qu’il redécouvre. En 2007, il accompagne en tant que musicien le spectacle de Faustin Linyekula,  Le Festival des mensonges au Festival d'Avignon 2007 et, en 2008, au Théâtre de la Faïencerie à Creil puis à Berlin. Pour ce faire, il travaille avec Linyekula, mélangeant des morceaux d'inspiration ndombolo à des reprises  de John Cage et à du free jazz. Il prolonge en 2009 la collaboration avec Linyekulla dans un autre opéra punk, more more more... future, présenté à Bruxelles, au Festival d'automne à Paris, à Montpellier, à Caen, à Maubeuge, à Strasbourg, à Limoges, mais aussi au Portugal, en Allemagne, en Suisse, aux Pays-Bas, en Grande-Bretagne, en Amérique du Nord et en Afrique. Ce spectacle reçoit un Bessie Award pour la meilleure musique en 2012,. 
Le journal congolais Le Populaire qualifie ainsi son évolution : c’est « le virtuose guitariste, qui a troqué le ndombolo contre la world music ». La collaboration avec Faustin Linyekula  continue encore avec la création de la musique de Bérénice, mise en scène pour la Comédie-Française et le Théâtre de Gennevilliers en 2009. Cette même année 2009, il réalise également son premier album en solo, Banningsville. Puis, il reprend la collaboration avec Faustin Linyekula pour un autre spectacle, Pour en finir avec Bérénice, créé à Kinshasa le 12 juillet 2010, présenté au Festival d'Avignon la même année, puis à Paris et à Bruxelles en 2011. Il réalise également des spectacles avec le saxophoniste belge Fabrizio Cassol, avec le groupe de jazz belge  Aka Moon et il joue dans la bande sonore du film congolais Viva Riva !, etc.. Né dans une famille chrétienne, il se fait baptiser en 2015 au Centre Évangélique de Régénération Chrétienne (CERC) et indique vouloir consacrer son art à sa foi,. Aujourd'hui, il travaille sur un premier opus pour la Gloire de Dieu intitulé "eza libanga" dont un premier titre est disponible depuis le 3 décembre 2021.

### Webographie
- Notices d'autorité :   - VIAF
  - ISNI
  - BnF (données)
  - LCCN
  - WorldCat
- « Flamme Kapaya », sur Africultures.